# Apollo-Technik
Die Apollo-Technik ist eine Methode des Kooperativen Lernens. Mit dieser Methode können Regeln für das Miteinander erstellt werden.
Die Regeln können für eine Klassenfahrt, für die Zusammenarbeit im Unterricht, in einer Abteilung oder in der ganzen Schule aufgestellt werden. Dies könnte dann auch zu einer Schulverfassung führen.
„Im Zusammenhang mit dem gemeinsamen Verhandeln und Festlegen von für alle geltenden Regeln können im Unterricht komplexe demokratische Verfahren und Konzepte wie das des Gemeinwohls, des Gesetzes und der Sanktion besprochen werden. An dieser Stelle sind Regelverletzungen, Sanktion und Strafe keine abstrakten Unterrichtsthemen, sondern stehen in unmittelbarem Zusammenhang mit der gemeinsamen Arbeit an eigenen Gesetzen, einer eigenen Verfassung für die Klassen- und Schulgemeinschaft.“ (Sliwka, S. 32)

## Vorgehen
Im ersten Schritt schreiben alle Beteiligten ihre Ideen zur Zusammenarbeiten auf.
Dann wird paarweise gearbeitet. Übereinstimmende Vorschläge werden übernommen und gemeinsam zu einer Regel zusammengefasst.
Divergierende Vorschläge werden auf einer anderen Liste aufgeschrieben.
Im zweiten Schritt arbeiten zwei der Paare, also vier Beteiligte, zusammen und wiederholen das Verfahren des ersten Schritts, so dass wieder eine gemeinsame Liste und eine Liste mit Vorschlägen von Einzelnen entsteht.
Im letzten Schritt wird eine Gruppe zufällig ausgewählt (zum Beispiel per Los) und erhält den Auftrag, die Ergebnisse zusammenfassen.
Abschließend wird von alle Beteiligten noch die Liste mit den divergierenden Vorschlägen diskutiert. Entweder werden die Punkte zum gesamten Regelwerk zugefügt oder in einer besonderen Liste der Minderheitenpositionen aufgenommen.